# Lullabies for the Dormant Mind
Lullabies for the Dormant Mind è il secondo album della band deathcore canadese The Agonist ed è stato prodotto da Christian Donaldson. L'album mostra un sound differente rispetto a Once Only Imagined ed è influenzato da jazz, musica classica, opera, grindcore, thrash e black metal.. Sono stati prodotti tre video per i singoli ...And Their Eulogies Sang Me to Sleep, Birds Elope with the Sun e Thank You, Pain.

## Tracce
Testi e musiche di The Agonist.
1. The Tempest (The Siren's Song; The Banshee's Cry) – 4:46
2. ...And Their Eulogies Sang Me to Sleep. – 3:33
3. Thank You, Pain. – 3:45
4. Birds Elope with the Sun – 4:30
5. Waiting Out the Winter – 4:03
6. Martyr Art – 4:31
7. Globus Hystericus – 3:41
8. Swan Lake (A cappella) – 2:53 (Pëtr Il'ič Čajkovskij)
9. The Sentient – 3:40
10. When the Bough Breaks – 4:13
11. Chlorpromazine – 4:08

Traccia bonus nell'edizione giapponese
1. Monochromatic Stains – 3:33 – originariamente interpretata dai Dark Tranquillity

## Formazione
Gruppo
- Alissa White-Gluz – voce
- Danny Marino – chitarra
- Chris Kells – basso, cori
- Simon McKay – batteria, percussioni

Altri musicisti
- Avi Ludmer – violino in Chlorpromazine
- Your Raymond – voce in ...And Their Eulogies Sang Me to Sleep
- Melissa Soochan – orchestrazione